# Christopher Schläffer
Christopher Schläffer (* 23. August 1969) ist ein europäischer Unternehmer und Manager. Er ist Gründer und Executive Chairman des Technologieunternehmens NYOUM. Zuvor war er Mitglied des Vorstands von VEON, Bereichsvorstand Produkt & Innovation, Corporate Development Officer und Chief Strategy Officer der Deutschen Telekom, Chief Marketing Officer von T-Mobile International und Vorsitzender des Segmentvorstands von T-Online. Schläffer war von 2020 bis 2025 Mitglied des Aufsichtsrats von Amnesty International und wurde von der Wirtschaftsuniversität Wien 2022 als “Manager des Jahres” ausgezeichnet.

## Leben
Schläffer ist Absolvent der Wirtschaftsuniversität Wien und begann seine berufliche Laufbahn bei Accenture. 1998 wechselte er zur Deutschen Telekom AG und wurde 2000 zum Leiter des Zentralbereichs Konzernstrategie berufen.
2002 wurde Schläffer zum „Corporate Development Officer“ (CDO) ernannt und führte zusätzlich zur Konzernstrategie die Zentralbereiche Technologie/Netze (CTO), Prozesse/IT (CIO), Innovation, Forschung und Entwicklung sowie Venture Capital. 2006 übernahm Christopher Schläffer als Bereichsvorstand Produkt & Innovation und Mitglied des „Executive Operating Board“ die operative Verantwortung für das Produktportfolio des Konzerns. Er war gleichzeitig Chief Marketing Officer (CMO) von T-Mobile International und Vorsitzender des Segmentsvorstands von T-Online. In dieser Funktion arbeitete Schläffer an IPTV, mobilem Internet, und Partnerschaften mit Unternehmen wie Apple, Google und Samsung. 2007 unterzeichneten Tim Cook und Schläffer die erste exklusive Partnerschaft für das iPhone außerhalb der USA. Gemeinsam mit Larry Page, Sergey Brin, Andy Rubin, Cole Brodman und Peter Chou stellte Schläffer 2008 in New York das erste Mobiltelefon auf Basis des Betriebssystems Android vor.
2010 verließ Schläffer die Deutsche Telekom und gründete yetu. Auf der Internationalen Funkausstellung (IFA) 2014 in Berlin führte yetu die weltweit erste Smart Home-Plattform ein, auf der Anwendungen flexibel auf jedem Betriebssystem und Endgerät genutzt werden können. Als Kooperationspartner konnten die Deutsche Telekom und RWE gewonnen werden. 2015 erhielt yetu den Preis des Bundespräsidenten „Ausgezeichneter Ort im Land der Ideen“ für die digitale Revolution, wurde jedoch in Folge einer gescheiterten Finanzierungsrunde insolvent. Unter Nutzung der Open-Source-Technologie gründete Christopher Schläffer NYOUM, eine Internet-Plattform für das vernetzte Zuhause.
2016 wurde Schläffer als „Chief Commercial and Digital Officer“ zum Vorstandsmitglied von VEON, einem globalen Telekommunikationsunternehmen mit mehr als 200 Millionen Kunden, berufen.  In dieser Funktion war er für die Rückkehr zu Umsatzwachstum, den Umbau des Unternehmens in einen Technologiekonzern, die weltweite Einführung der Marke VEON, sowie die Entwicklung einer Plattform für kontextbasierte Internetdienste verantwortlich.
2018 gründete Christopher Schläffer gemeinsam mit James Ellis-Reeves das Technologieunternehmen NYOUM mit Sitz in London. Unter der Marke YOUM entwickelt NYOUM eine Kommunikationsplattform, die als Social Safe Space für die Generation Z konzipiert ist. Die Plattform ermöglicht multimediale Kommunikation mit Multimedia-Inhalten in privaten Threads. Mit Hilfe kontextbasierter künstlicher Intelligenz, die zum Schutz der Privatsphäre ausschliesslich auf dem Endgerät operiert, werden Drittanbieter-Dienste und sogenannte Equal Reward Ads nahtlos in Gespräche integriert. Das Unternehmen gibt an, Werbeeinnahmen in Echtzeit mit seinen Nutzern zu teilen. Seit Ende 2024 ist YOUM in ausgewählten Märkten für die Betriebssysteme Android und iOS verfügbar.

## Engagement
Christopher Schläffer engagiert sich in zahlreichen öffentlichen Institutionen und Funktionen für ein kontextuelles Internet und eine offene Informationsgesellschaft. 
Schläffer ist Mitglied im International Board der Wirtschaftsuniversität Wien und war von 2020 bis 2025 Mitglied des Aufsichtsrats von Amnesty International. Schläffer ist gemeinsam mit Baroness Martha Lane Fox Schirmherr von iamtheCODE.org, einer Organisation mit der Zielsetzung 1 Million Mädchen und junge Frauen aus Entwicklungsländern bis 2030 in Programmiersprachen auszubilden.
Schläffer ist Gründer von activism group, einem Social Enterprise zur Förderung von Chancengerechtigkeit. activism group hat seinen Sitz im sogenannten Austrian House, einem Bauwerk des niederländischen Architekten Rem Koolhaas.
Schläffer war Gründungsmitglied des Organisationskomitees der Beethoven Piano Competition und Mitglied im Innovation Circle der Londoner Serpentine Galleries.

## Auszeichnungen
- 2007: Mitglied im Forum der „Young Global Leader“ des Weltwirtschaftsforums.
- 2007: Auszeichnung als einer der „100 Most Innovative Chief Digital Officers Globally“ sowie „Top50 Innovators To Watch“.[26][27][28][29][30]
- 2022: WU-Manager des Jahres[31][32]